# (52455) Masamika
(52455) Masamika est un astéroïde de la ceinture principale.

## Description
(52455) Masamika est un astéroïde de la ceinture principale. Il fut découvert le 6 janvier 1995 à Geisei par Tsutomu Seki. Il présente une orbite caractérisée par un demi-grand axe de 2,53 UA, une excentricité de 0,20 et une inclinaison de 19,0° par rapport à l'écliptique.

## Compléments